# Yasin Çakmak
Yasin Çakmak (Rize, 6 januari 1985) is een professionele voetballer die sinds zomer 2007 voetbalde bij Fenerbahçe. Hij begon met voetballen bij Çaykur Rizespor. In 2003 maakte hij zijn debuut bij het eerste elftal, waar de jonge Turk in totaal 82 wedstrijden speelde voor de blauw-groenen. Op 12 april 2006 maakte Çakmak in de wedstrijd tegen Azerbeidzjan zijn debuut voor het nationale elftal van Turkije. Op 3 augustus 2007 tekende hij een vierjarig contract bij Fenerbahçe. De jonge speler valt voornamelijk in als Diego Lugano of Edu Dracena geblesseerd of geschorst zijn.
Op 8 Juli werd Yasin Çakmak plus €2 miljoen geruild voor Fabio Bilica van Sivasspor.